# سيسارون
السِّيسَارُونُ  هو نوع نباتات معمرة من الفصيلة الخيمية، لها جذور حلوة.